# Aléria
Aléria (dawniej Alalia; kors. Aleria) – miejscowość i gmina we Francji, w regionie Korsyka, w departamencie Haute-Corse.

## Historia
Miasto zostało założone 566 przed naszą erą. W 535 roku p.n.e niedaleko tego miasta miała miejsce bitwa morska. 
W Alérii 13 marca 1736 r.  wylądował Theodor Stephan von Neuhoff, rozpoczynając rebelię przeciwko rządom genueńskim na wyspie. W miesiąc później został on koronowany na króla Korsyki, jednak po kilku miesiącach został zmuszony do opuszczenia wyspy, a powstanie upadło.

## Demografia
Według danych na rok 1990 gminę zamieszkiwały 2022 osoby, a gęstość zaludnienia wynosiła 35 osób/km².